# Sphaeripalpus
Sphaeripalpus is een geslacht van vliesvleugeligen uit de familie Pteromalidae. De wetenschappelijke naam van dit geslacht is voor het eerst geldig gepubliceerd in 1841 door Förster.

## Soorten
Het geslacht Sphaeripalpus omvat de volgende soorten:
- Sphaeripalpus auratus (Ashmead, 1896)
- Sphaeripalpus fuscipes (Walker, 1833)
- Sphaeripalpus lacunosus Huang, 1990
- Sphaeripalpus laetus Förster, 1861
- Sphaeripalpus microstolus (Graham, 1969)
- Sphaeripalpus protensus Huang, 1990
- Sphaeripalpus punctulatus (Förster, 1841)
- Sphaeripalpus sericeus (Thomson, 1876)
- Sphaeripalpus viridis Förster, 1841
- Sphaeripalpus vulgaris Huang, 1990